# Unitate de anestezie și terapie intensivă

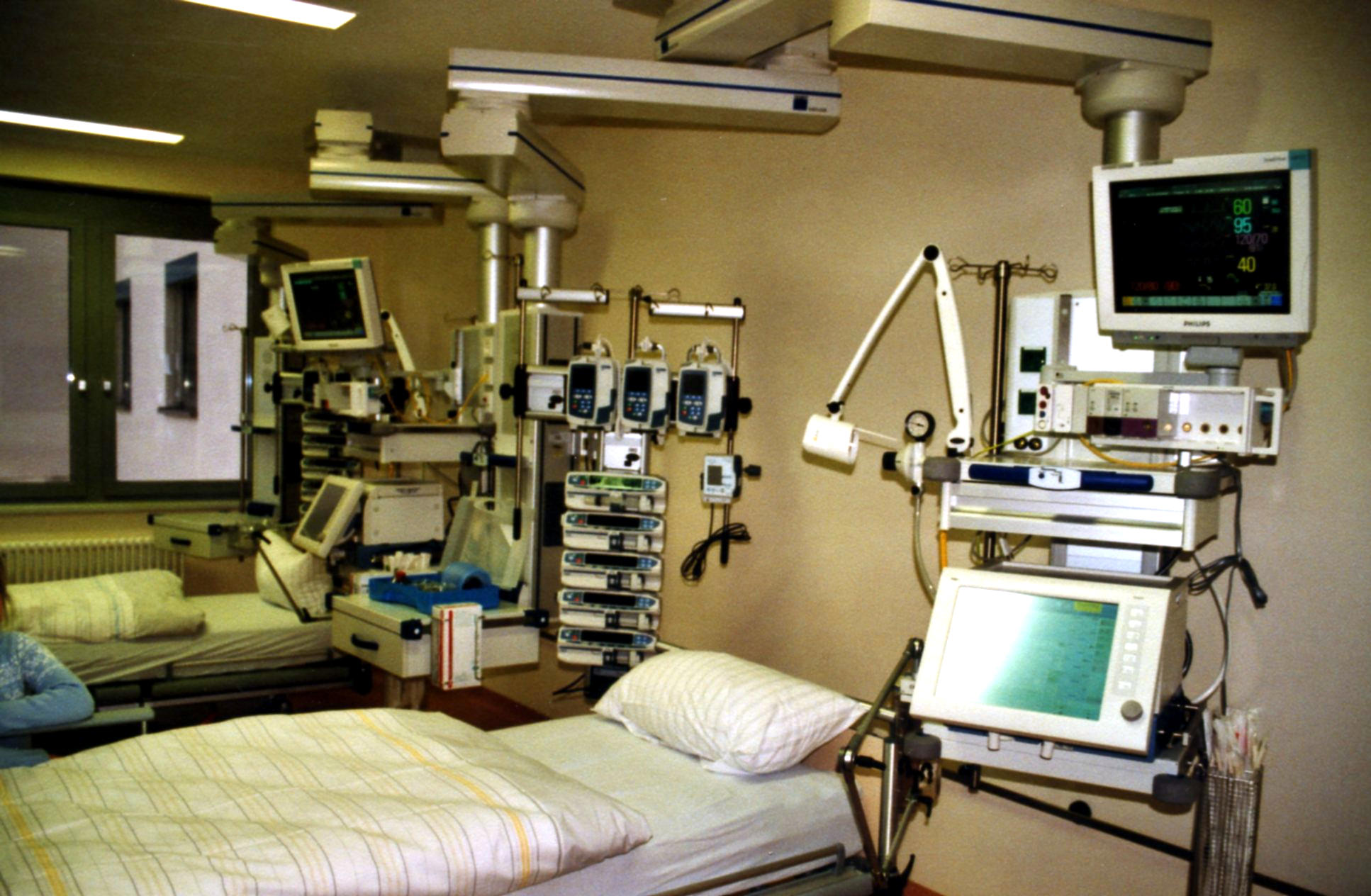
Unitate de anestezie și terapie intensivă

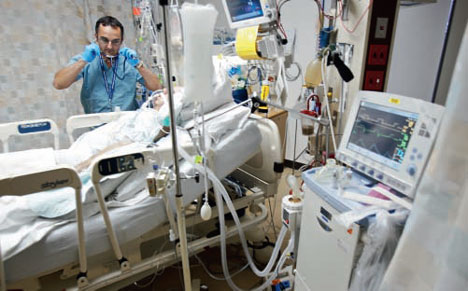
Pacienții de UATI necesită adesea ventilație mecanică dacă și-au pierdut capacitatea de a respira normal.

Unitatea de terapie intensivă (UATI), cunoscută și sub numele de unitate de terapie intensivă sau unitate de tratament intensiv (UTI) sau unitate de terapie intensivă (UTI), este un departament special al unui spital sau al unei instituții de îngrijire medicală care oferă medicină de terapie intensivă.
Unitățile de terapie intensivă se adresează pacienților cu boli și leziuni grave sau care pun viața în pericol, care necesită îngrijire constantă, supraveghere atentă din partea echipamentelor de susținere a vieții și medicamente pentru a asigura funcțiile normale ale corpului. Acestea sunt au medici, asistente medicale și terapeuți respiratori cu înaltă calificare, specializați în îngrijirea pacienților în stare critică. Unitățile de terapie intensivă se deosebesc, de asemenea, de secțiile de spitale generale printr-un raport mai mare personal-pacient și accesul la resurse și echipamente medicale avansate care nu sunt disponibile în mod obișnuit în altă parte. Bolile obișnuite care sunt tratate în UTI includ sindromul de detresă respiratorie acută, șocul septic și alte afecțiuni care pun viața în pericol.
Pacienții pot fi îndrumați direct de la un unitate de urgență sau dintr-o secție dacă se deteriorează rapid, sau imediat după intervenție chirurgicală dacă intervenția chirurgicală este foarte invazivă și pacientul prezintă un risc ridicat de complicații.